# Nova Lima
Nova Lima es un municipio brasileño del estado de Minas Gerais localizado a 20 km al sureste de Belo Horizonte, capital del estado. Tiene una población aproximada a 87.00 habitantes. La ciudad está integrada en la mesorregión Metropolitana de Belo Horizonte.
Históricamente fue conocida como "Campos de Congonhas" y posteriormente "Congonhas de Sabará" hasta que en 1923 se cambió el nombre por el de Villa Nova de Lima.

## Economía
La principal fuente de ingresos de la población procede de la minería. En la zona se encuentran varias minas como Morro Velho, Rio de Peixe y Mostardas en las que se pueden extraer varios tipos de minerales, incluido oro.
En 1834, un grupo de británicos fundó la minería "St. John Del Rey Mining Company" para la extracción del mencionado material, esto llevó al establecimiento de una pequeña colonia británica en la ciudad además de la construcción de una iglesia anglicana.